# Platform Houtsector Suriname
Stichting Platform Houtsector Suriname (PHS) is een Surinaamse belangenorganisatie.
De PHS vertegenwoordigt het bedrijfsleven in de Surinaamse bosbouw en werd in juli 2001 opgericht. Het heeft als doel positief bij te dragen aan de sector door middel van ontwikkelingsprojecten en door contacten met de Surinaamse regering en partijen uit het buitenland. Het secretariaat is gevestigd bij de Kamer van Koophandel en Fabrieken in Paramaribo. De volgende organisaties zijn aangesloten:
- Associatie van Bos Exploitanten
- Algemene Surinaamse Hout Unie
- Vereniging Surinaams Bedrijfsleven
- Associatie van Surinaamse Fabrikanten
- Kamer van Koophandel en Fabrieken

Het werkt samen met de Vereniging Binnenlandse Houtproducenten en de Vereniging van Rondhout Exporteurs en trekt ook gezamenlijk op met afzonderlijke leden, zoals met de ASHU in 2014 toen de concessierechten sterk zouden stijgen van 0,05 SRD naar 20 SRD. Deze werden na langslepende onderhandelingen teruggebracht naar 5 SRD.